# Українська революція (фільм)
Українська революція — український художньо-документальний фільм 2012 року режисера Івана Канівця про революційні події 1917–1918 років в Україні. Документальна екранізація спогадів генерал-хорунжого Армії УНР Всеволода Петріва.

## Сюжет фільму
Фільм — екранізація спогадів Всеволода Миколайовича Петріва «Спомини з часів української революції (1917–1921)» про революційні події в Україні 1917–1918 років та участь в них полку імені кошового Костя Гордієнка.
Перша частина фільму описує події з початку 1917 року до прибуття полку імені Костя Гордієнка, сформованого у складі 7-ї Туркестанської дивізії 3-го Сибірського армійського корпусу російської армії, в Україну. Друга частина — від подій січня–лютого 1918 року в Києві, коли полк вступив в нерівний бій з московсько-більшовицькими військами Муравйова і до повернення Центральної Ради у звільнений від більшовиків Київ.
«Українська революція» не стільки описує дії керівників Української держави, скільки передає особисті враження Петріва про все що він чув і бачив у ті часи. Завдяки цьому глядачам відкривається велична картина боротьби українського народу за свободу. Історія, яка розкривається, ламає міфи про те, що в Україні буцімто не було патріотів і що українці не прагнули незалежності.

## У ролях, знімальна група
Автор сценарію, продюсер та режисер фільму Іван Канівець.
Дикторський текст читає Народний артист України Богдан Бенюк.
У головних ролях:
- Богдан Іванько — Всеволод Петрів
- Олесь Доній — Симон Петлюра
- Богдан Бенюк — Михайло Грушевський
- Тимур Баротов — сотник Андрієнко
- а також Орися Григоренко, Іван Юрчик та ін.

Операторська група: Володимир Каштанов (головний оператор), Світлана Кульчицька, Рустам Ходжієв, Орест Пона, Влад Сурнін, Андрій Турянський, Антон Олександров, Євген Возняк, Тарас Галишко, Євген Романов, Євген Єрмаков.
Звукорежисер і композитор Андрій Пархоменко. Музику виконує Національний Академічний духовий оркестр України. Пісні — Тарас Компаніченко та ансамбль «Хорея козацька». Художник — Василь Придатко-Долін.
Виконавчий продюсер Тимур Баротов. Військово-історичні консультанти Владислав Куценко, Євген Іванов, Василь Любуня, Тимур Баротов. Історичні консультанти Володимир Сергійчук, Ірина Больботенко.

## Історія створення фільму
«Українська революція» є некомерційним проектом. Фільм знімався на громадських засадах, без будь-якого офіційного фінансування. Героями фільму, «гордієнківцями», стали члени клубів військово-історичної реконструкції «Чота пішої розвідки третьої залізної дивізії армії УНР» та «Повстанець», актори-аматори.
Зйомки фільму проходили в Києві та Львові, у Пирогові на території Національному музеї народної архітектури та побуту, в музеї «Київська фортеця» і Музеї народної архітектури і побуту «Шевченківський гай». До роботи над фільмом також долучалися співробітники Національного музею історії України, Музею Української революції 1917–1921 років, Національного музею мистецтв імені Богдана та Варвари Ханенків.
Прем'єра першої серії мала відбутись у серпні 2011 року, до 20-ї річниці Незалежності України, однак вкластися в зазначений термін не вдалося з об'єктивних причин.
Перший показ трейлера до фільму «Українська революція» відбувся 24 серпня 2011 року у Львові в рамках VI-го міжнародного фестивалю незалежного кіно «Кінолев-2011». Прем'єра першої серії — в Києві, в Синьому залі Будинку кіно 8 вересня 2012 року. Зйомки другої серії фільму завершилися у липні 2013 року.
19 липня 2013 року перша частина фільму «Українська революція» відзначена дипломом II ступеня IV-го Міжнародного фестивалю телевізійних і радіопрограм «Калинові мости», який відбувся в Ольштині, Польща.